# Lamas (La Estrada)
Lamas es una parroquia en el este del término municipal del ayuntamiento de La Estrada, en la provincia de Pontevedra, comunidad autónoma de Galicia, España.

## Límites
Limita con Rubín, Cereijo, Vinseiro, Pardemarín, Olives y Curantes.

## Población
En 1842 tenía una población de hecho de 174 personas. En los veinte años que van de 1986 a 2006 la población pasó de 177 a 148 personas, lo cual significó una pérdida del 16,38%.
- Datos: Q2890740
- Multimedia: Lamas, A Estrada / Q2890740